# Sportbank
Sportbank (стилізовано sportbank, укр. спортба́нк) — український необанк, роздрібний продукт, створений у співпраці N1 Management Company та DYVOTECH, задуманий у 2014 році та запущений 2019 .

## Історія
Станом на початок березня 2024 року Sportbank працював на ліцензії Таскомбанку, який входить до переліку системних банків. Однак, за повідомленням Forbes.ua, Sportbank фактично вже втратив свого ключового партнера та через фігурування в кримінальному провадженні не зміг домовитися про альтернативу. На той час Sportbank уже фігурував в справі про державну зраду, відмивання майна в дуже великих розмірах, ухилення від сплати податків щодо незаконної діяльності з організації або проведення азартних ігор. Справу розслідує ДБР, яке вже провело обшук в офісі банку. Під час обшуку в офісному приміщенні вилучено низку документів на підтвердження роботи з російськими компаніями та сервісами азартних ігор. Мова йде про участь Sportbank у діяльності букмекерів PARIMATCH, Buddy.bet та PariWin.
18 квітня 2024 року застосунок Sportbank розіслав своїм користувачам повідомлення про те, що з 6 травня 2024 року проєкт Sportbank припинить свою роботу. Користувачам застосунку Sportbank запропонували перейти на користування застосунком «TAS2U» від Таскомбанку. Продукти Sportbank мали автоматично перенести до застосунку «TAS2U» Таскомбанку, починаючи з 17 квітня 2024 року, на тих самих умовах. Для подальшого обсуговування в Таскомбанку необхідно буде прийняти оферту Таскомбанку. Після прийняття оферти Таскомбанку, фізичні картки Sportbank буде перевипущено як віртуальні картки «Success card» Таскомбанку.
6 травня 2024 року проєкт Sportbank припинив свою роботу.

## Концепція та огляд
Продукт передбачав обслуговування без відділень, майже всі послуги надавалися за допомогою мобільного застосунку. Видачу картки здійснював кур'єр-співробітник банку або в точках видачі, наприклад відділення КредитМаркет.
Клієнтами могли стати власники мобільних пристроїв на iOS 10 та Android версії 4.4 й новіших, які досягли 18 річного віку та мали український паспорт і Реєстраційний номер облікової картки платника податків. Комунікація між клієнтом та банком відбувалася за телефоном, електронною поштою чи в месенджерах Telegram, Rakuten Viber та Facebook Messenger.
Дебетово-кредитні картки Visa емітував Таскомбанк.
Щомісяця клієнт міг обрати кілька категорій та отримувати повернення певного відсотка від покупок у торговельних точках цих категорій — кешбек.

### Спорткешбек
Однією з особливостей продукту було повернення 10 % від покупок та сплат: у магазинах спорттоварів, в спортклубах, секціях, студіях танців та інших, за боулінг та більярд як усталено. Також клієнт щомісяця міг обрати 2 категорії та отримувати повернення певного відсотка (від 1 % до 20 %) від покупок у торговельних точках цієї категорії, 1 категорію з фіксованим відсотком (15 %) а також необмежену кількість категорій партнерського кешбеку та отримувати повернення певного відсотка (у деяких випадках з фіксованою максимальною сумою).

### Реферальна програма
Реферальна програма дозволяла отримати від 100 до 300 грн за кожну картку з кредитним лімітом, отриману за посиланням вже дійсного клієнту банку.

## Тарифи
Поповнення карток sportbank не тарифікувалося (зокрема поповнення через мережу терміналів самообслуговування Таскомбанк, Приватбанк, IBox та EasyPay). Платежі за реквізитами на рахунки в інших банках — безоплатно до 10 тис. грн на місяць, далі — 0,75 % від суми (4,9 % за рахунок кредитних коштів). Зняття готівки в будь-якому банкоматі України 5 разів в місяць було без комісії. Подальше зняття — 2 % від суми операції. Зняття кредитних коштів — комісія 4,9 %. Кредитний ліміт до 100 тис. грн, з першим пільговим грейсперіодом до 120 днів, і подальшими до 62 днів. Поповнення мобільного не тарифікувалося 10 разів на місяць, далі — 2 % від суми поповнення.

## Досягнення
2019 року Sportbank переміг у номінації «Найкращий український FinTech-стартап» нагороди PaySpace Magazine Awards.